# Parancistrocerus kennethianus
Parancistrocerus kennethianus är en stekelart som beskrevs av Giordani Soika 1995. Parancistrocerus kennethianus ingår i släktet Parancistrocerus och familjen Eumenidae. Inga underarter finns listade i Catalogue of Life.